# Nick Chinlund
Zareh Nicholas Chinlund (ur. 18 listopada 1961 w Nowym Jorku) – amerykański aktor.

## Życiorys
Podczas nauki w Albany High School w Albany w stanie Nowy Jork i na studiach na wydziale historii na Brown University w Providence grał w koszykówkę, zanim na pierwszego roku doznał kontuzji. W latach 1988–1989 pracował na Williamstown Theater Festival.
W wieku 16 lat trafił na mały ekran jako intruz w jednym z odcinków serialu kryminalnego ABC Ohara (1987) z Patem Moritą – pt. „Intruzi” („The Intruders”). W dramacie Braterski pocałunek (A Brother’s Kiss, 1997), który został wyreżyserowany przez przyjaciela z dzieciństwa i nakręcony w okolicy, w której dorastali, zagrał postać Lexa. Często był obsadzany w rolach złoczyńców w filmach akcji, ale ma też na swoim koncie znaczącą listę filmów niezależnych.

## Filmografia

### Filmy fabularne
- 1990: Ambulans (The Ambulance) jako Hugo
- 1992: Zabójcza broń 3 (Lethal Weapon 3) jako Hatchett
- 1993: Drzewo Jozuego (Joshua Tree) jako zastępca Tomay
- 1993: Daybreak (TV) jako dowódca
- 1994: Pamiętnik Czerwonego Pantofelka (Red Shoe Diaries 4: Auto Erotica)
- 1994: Wystrzałowe dziewczyny (Bad Girls) jako Pinkerton detektyw O’Brady
- 1996: Egzekutor (Eraser) jako WitSec Agent Calderon
- 1997: Con Air – lot skazańców (Con Air) jako Billy Bedlam
- 1997: Pan Magoo (Mr. Magoo) jako Bob Morgan
- 2001: Dzień próby (Training Day) jako Tim
- 2003: Łzy słońca (Tears Of The Sun) jako Michael 'Slo' Slowenski
- 2004: Kroniki Riddicka (The Chronicles of Riddick) jako Toombs

### Seriale TV
- 1987: Ohara jako intruz
- 1989: Tattingers jako Sly Stuyvesant
- 1992: Pamiętnik Czerwonego Pantofelka (Red Shoe Diaries) jako tajemniczy kierowca
- 1994: Nowojorscy gliniarze jako Weldon Small
- 1995: Z Archiwum X jako Donald Addie Pfaster
- 1999-2000: Brygada ratunkowa (Third Watch) jako detektyw Tancredi
- 2000: Prawo i bezprawie jako Barry Peck
- 2000: Kochane kłopoty (Gilmore Girls) jako Ian Jack
- 2000: Diagnoza morderstwo (Diagnosis Murder) jako Jeff Briggs / Jim Briggs
- 2000: Powrót do Providence (Providence) jako Daniel Hartman
- 2000: Z Archiwum X jako Donald Addie Pfaster
- 2001: CSI: Kryminalne zagadki Las Vegas jako Mickey Rutledge / Apollo
- 2001: Strażnik Teksasu (Walker, Texas Ranger) jako McNeely
- 2003: Prawo i bezprawie jako Frank Elliott
- 2005-2006: Gotowe na wszystko jako detektyw Sulivan
- 2009: CSI: Kryminalne zagadki Nowego Jorku jako John Simmons
- 2009: Filantrop (The Philanthropist) jako Rayburn
- 2009: Mentalista (The Mentalist) jako Alex
- 2010: Człowiek-cel (Human Target) jako porucznik Broward
- 2010: Dr House jako Eddie
- 2010: CSI: Kryminalne zagadki Las Vegas jako Gus Davis
- 2011: Prawo i porządek: Zbrodniczy zamiar jako Jack Driscoll
- 2011–2013: Liga Młodych (Young Justice) jako Lawrence 'Crusher' Crock / Sportsmaster / Bane (głos)
- 2014: Szpital miejski (General Hospital) jako Mickey Diamond
- 2015: Agenci NCIS: Los Angeles jako detektyw LAPD Bruce Steadman
- 2024: The Chosen jako Chuza, mąż Joanny, zarządca dworu Heroda Antypasa